# 封裝 (網路)

TCP/IP協定堆疊，封裝了使用者資料之後的結果

在電腦網路中，封裝（英語：Encapsulation）是一種通訊協定的設計方法，將網路功能抽象出來，對高層功能隱藏底層功能的資訊。封裝是各種網路協定的基本實作方法，包括OSI模型與TCP/IP都應用了封裝概念在其中。
根据图片，application, presentation 和 session layer转换訊息去data，过后送给transport。
Transport layer转换data去segment，过后送给network。
Network转换segment去packet，过后送给data link layer。
Data Link layer 转换packet去frame，过后送给physical layer。
Physical layer 转换frame 去1's 或0’s，也就是我们说的binary state。